# Fiordo di Sermilik (Kujalleq)

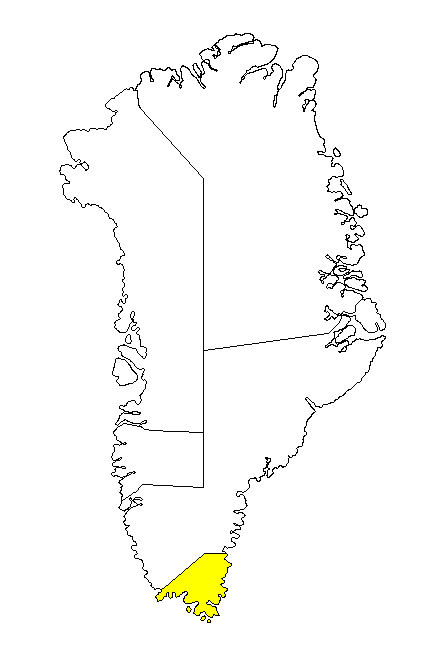
Comune di Kujalleq, dove si trova il Fiordo di Sermilik

Il fiordo di Sermilik (o Søndre Sermilik) è un fiordo della Groenlandia di 80 km. Si trova a 60°30'N 44°55'O; appartiene al comune di Kujalleq.